# Єврейський національний фонд

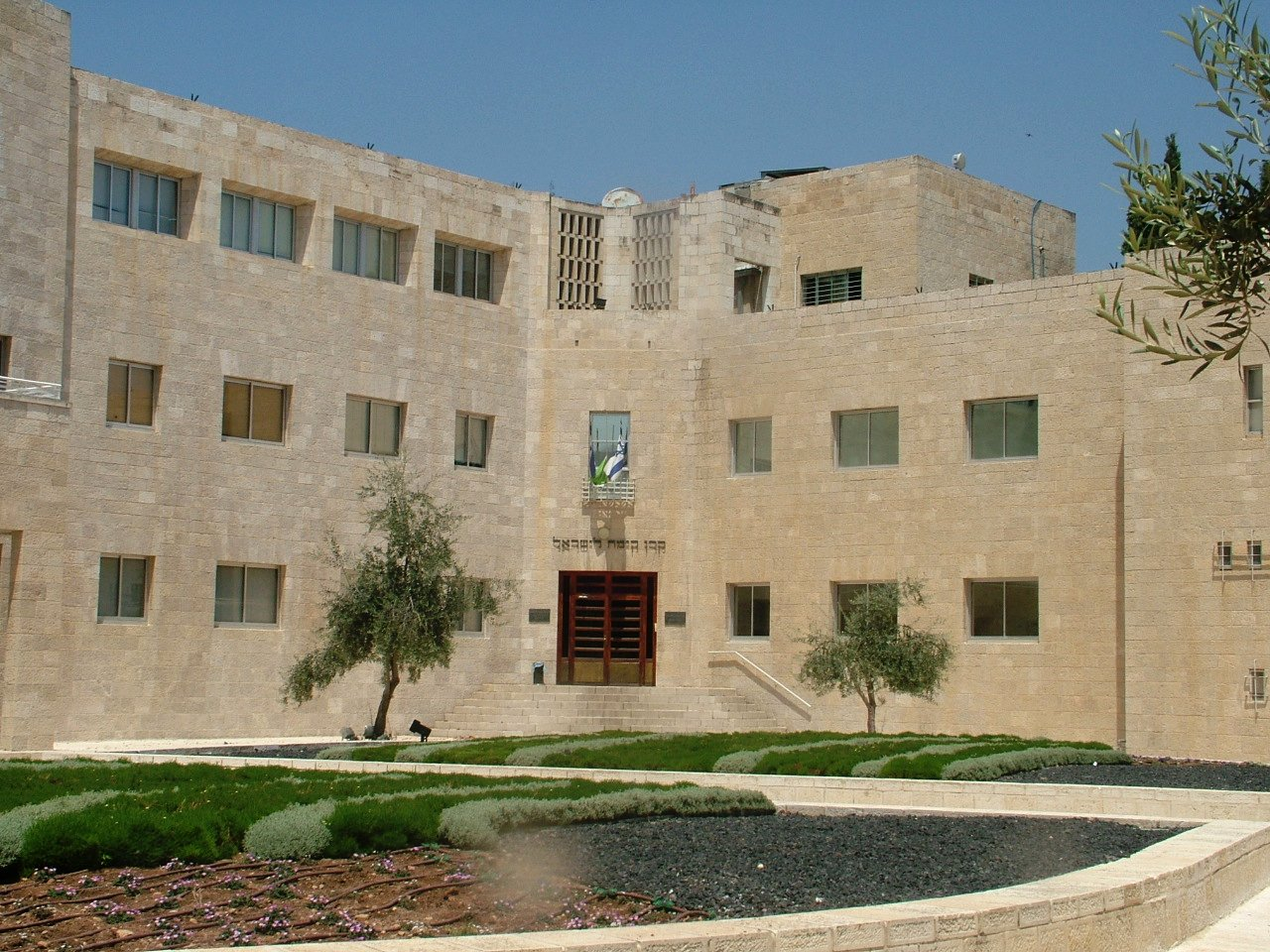
Штаб-квартира Єврейського національного фонду у Єрусалимі

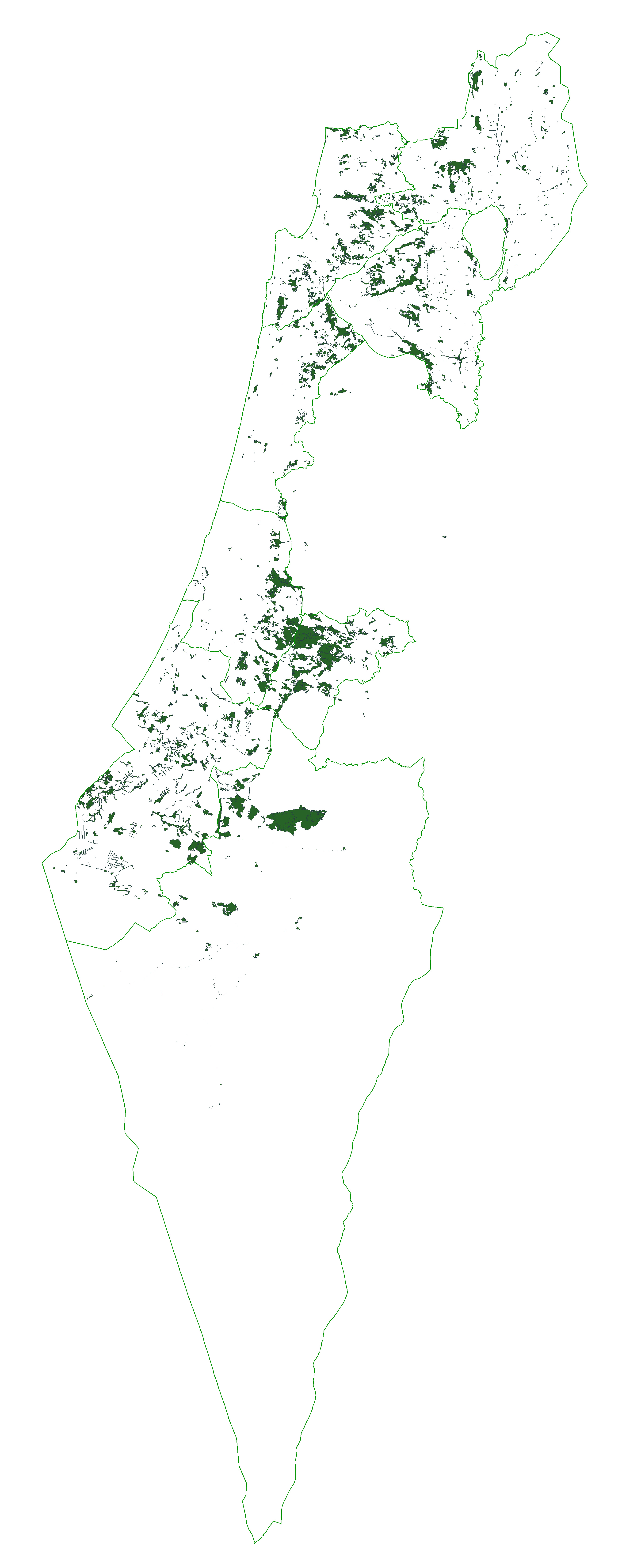
Карта лісів, посаджених Єврейським національним фондом в Ізраїлі

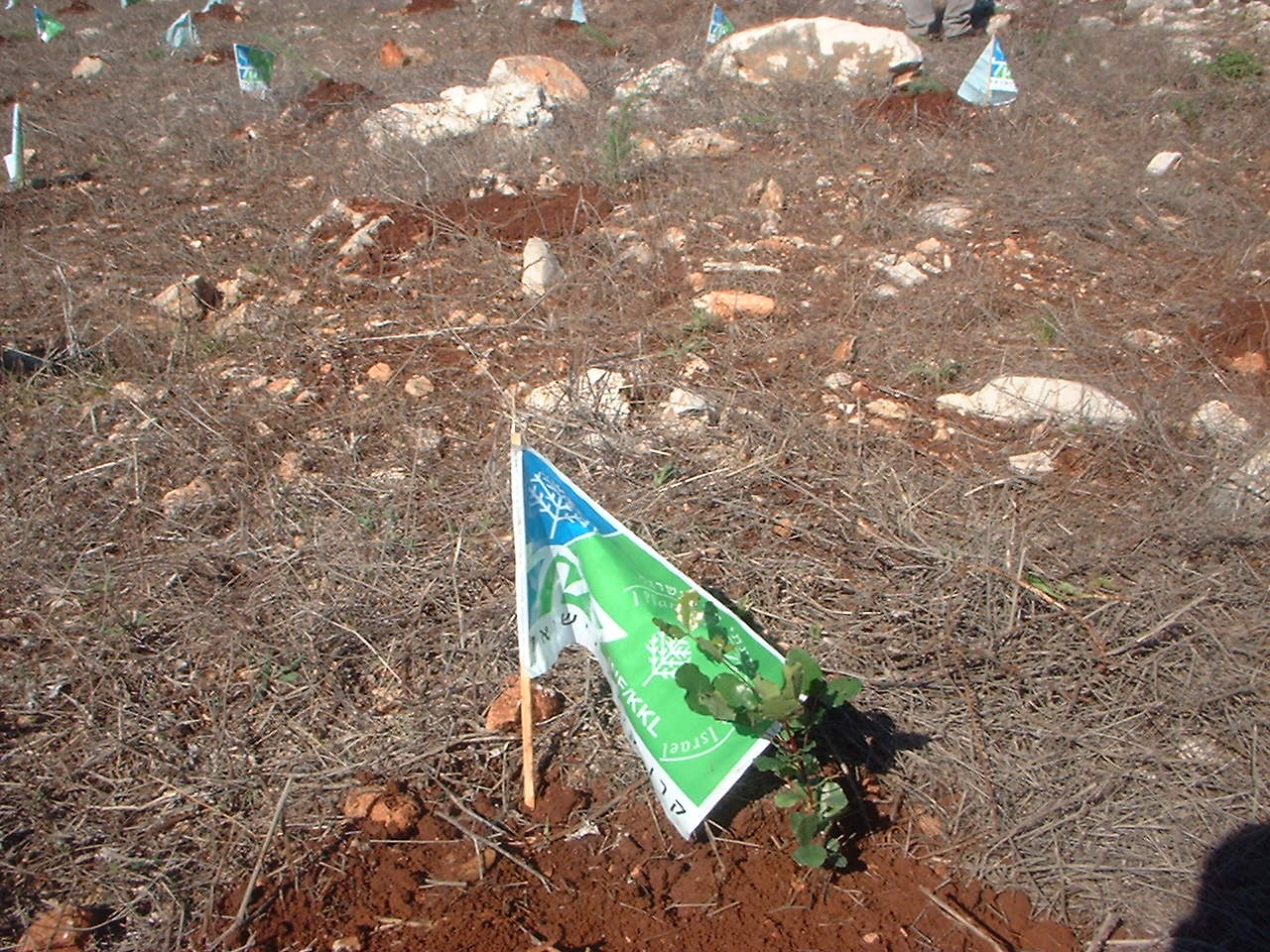
Нещодавно посаджений саджанець Єврейським національним фондом

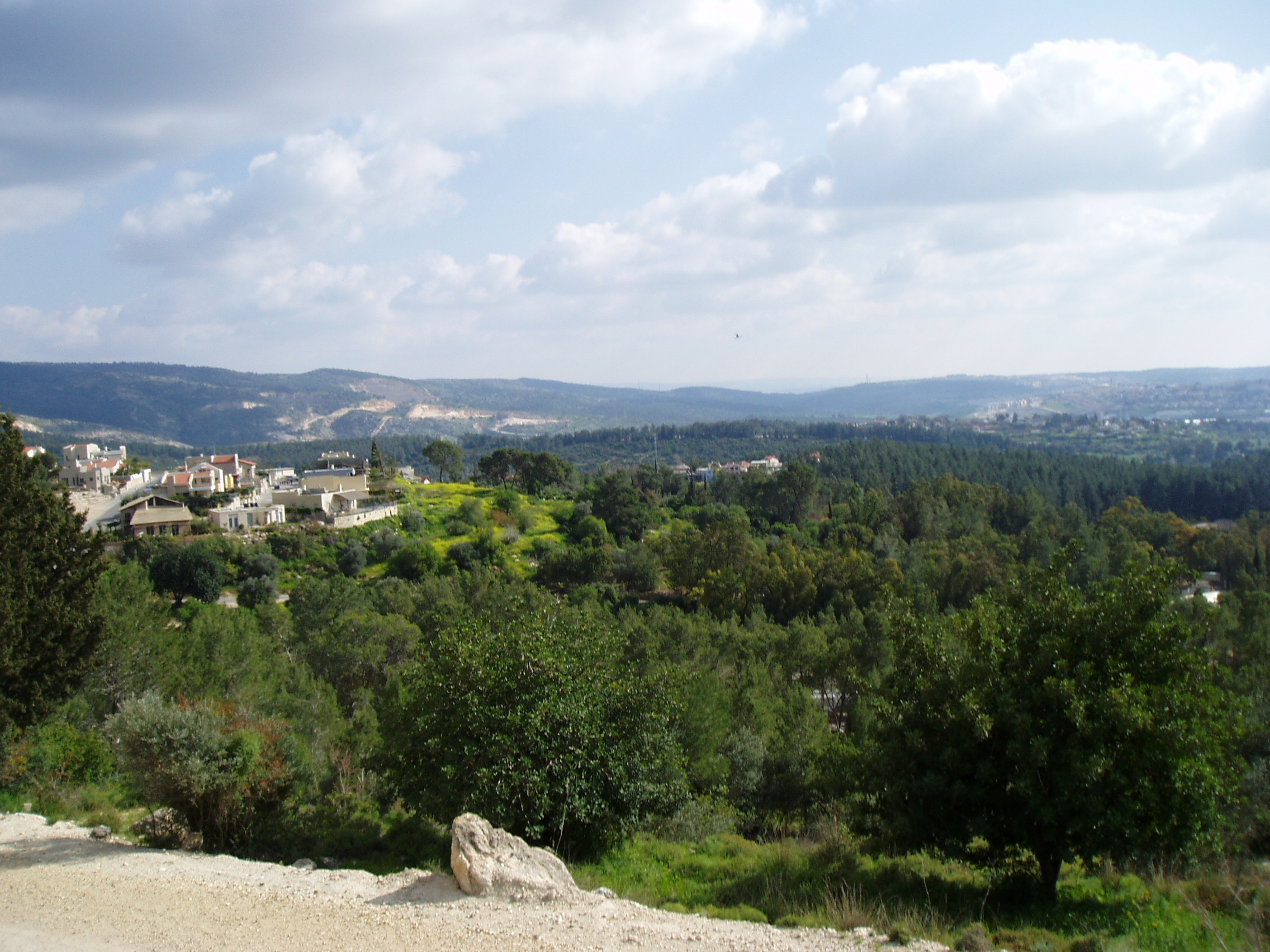
Ліс Ештаол, один із багатьох, посаджених Єврейським національним фондом

Єврейський національний фонд (англ. Jewish National Fund, івр. קרן קימת לישראל — Keren Kayemet LeYisrael, абревіатура JNF або KKL) — фонд, заснований в 1901 році з метою викуплення земель Палестини у Османської імперії та їх розвитку для переселення туди євреїв. Це неприбуткова організація, якою володіє Всесвітня сіоністська організація, що має великий вплив у країні. Станом на 2007 рок, фонд володів 13 % всієї землі в Ізраїлі. З часу заснування JNF проводить численні програми відновлення та охорони навколишнього середовища, зокрема ним було насаджено 200—240 млн дерев у країні, було збудовано 180 гребель та резервуарів, меліоровано 1000 км² земель та засновано велике число різноманітних парків.

## Ресурси Інтернету
- The Central Zionist Archives in Jerusalem, Jewish National Fund Collections [Архівовано 28 липня 2012 у Wayback Machine.] (івр.) (англ.)
- Jewish National Fund офіційна сторінка (англ.)
- Еврейский национальный фонд // Электронная еврейская энциклопедия. (рос.)
- Jewish National Fund [Архівовано 9 травня 2008 у Wayback Machine.] Jewish Virtual Library (англ.)